# Darian Townsend
Darian Townsend (Pinetown, Sudáfrica, 28 de agosto de 1984) es un nadador nacido en Sudáfrica especializado en pruebas de estilo libre, donde consiguió ser campeón olímpico en 2004 en los 4 x 100 metros representando a Sudáfrica.
Desde 2014 compitió bajo la nacionalidad de Estados Unidos.

## Carrera deportiva
En los Juegos Olímpicos de Atenas 2004 ganó la medalla de oro en los relevos de 4 x 100 metros estilo libre, con un tiempo de 3:13.17 segundos que fue récord del mundo, por delante de Países Bajos (plata) y Estados Unidos (bronce).

## Palmarés internacional
| Juegos Olímpicos                                | Juegos Olímpicos | Juegos Olímpicos  | Juegos Olímpicos      |
| Año                                             | Lugar            | Medalla           | Prueba                |
| ----------------------------------------------- | ---------------- | ----------------- | --------------------- |
| 2004                                            | Atenas (Grecia)  | Medalla de oro    | 4 × 100 m libre       |
| Campeonato Mundial de Natación en Piscina Corta |                  |                   |                       |
| Año                                             | Lugar            | Medalla           | Prueba                |
| 2014                                            | Doha (Catar)     | Medalla de oro    | 4 × 200 m libres      |
| 2014                                            | Doha (Catar)     | Medalla de oro    | 4 × 50 m libres mixto |
| 2014                                            | Doha (Catar)     | Medalla de plata  | 4 × 50 m libres       |
| 2014                                            | Doha (Catar)     | Medalla de plata  | 4 × 100 m estilos     |
| 2014                                            | Doha (Catar)     | Medalla de bronce | 4 × 100 m libres      |